# Tibor Mirtič
Tibor Mirtič (Lubiana, 5 febbraio 2003) è un cestista sloveno.

## Carriera

### Nazionale
Nel 2022 ha partecipato all'Europeo Under-20, disputato in Montenegro. È stato convocato anche per l'edizione del 2023.